# 산타쿨로마데그라메네트

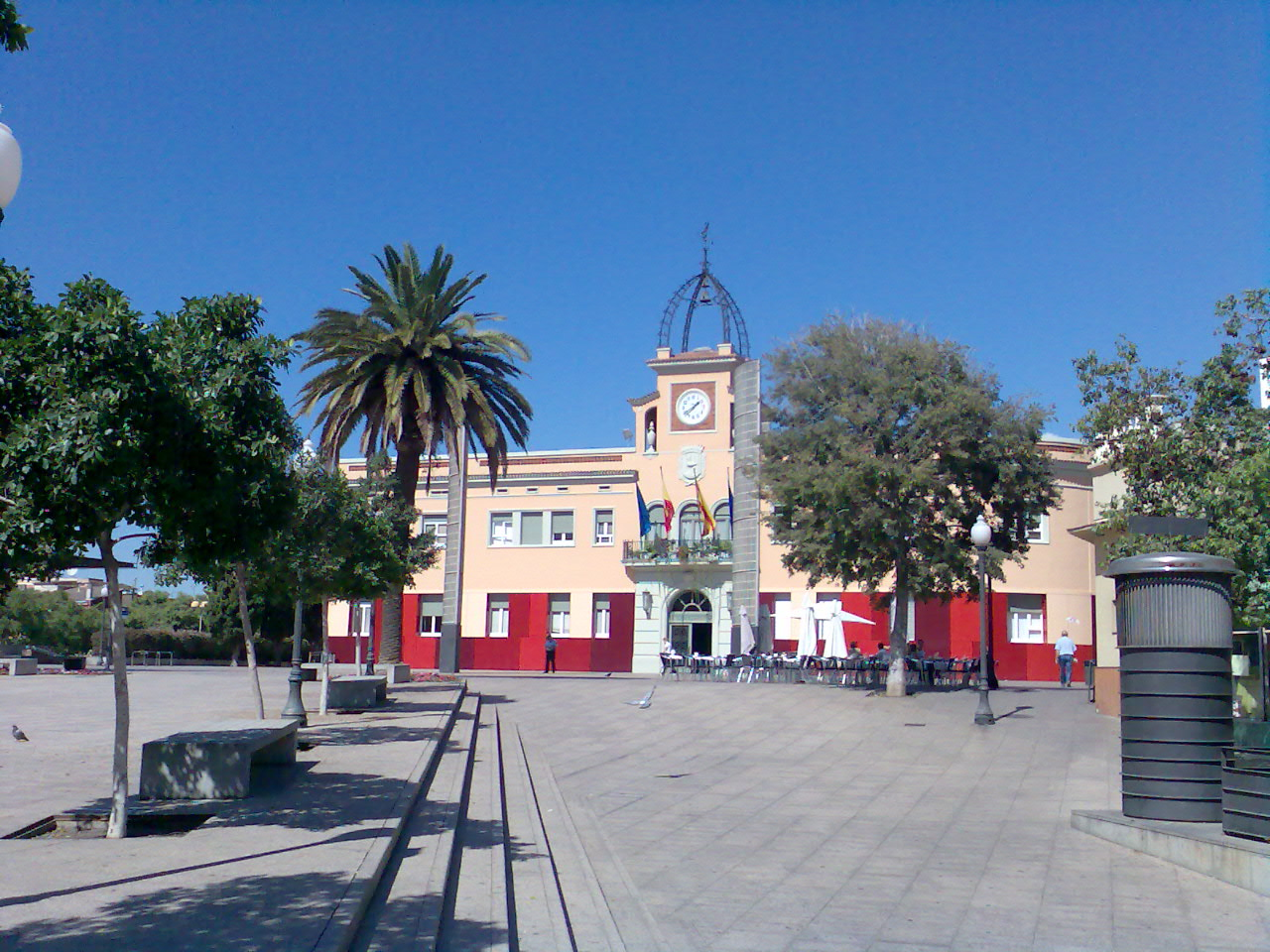
산타콜로마데그라메네트 시청

산타쿨로마데그라메네트(카탈루냐어: Santa Coloma de Gramenet, 스페인어: Santa Coloma de Gramanet 산타콜로마데그라마네트[*])는 스페인 북동부 카탈루냐 지방 바르셀로나도에 있는 도시이다. 면적은 7km2, 인구는 120,824(2011)이다.

시 문장